# Modrý Kameň
Modrý Kameň (mađ. Kékkő, njem. Blauenstein) je gradić u Banskobistričkom kraju u središnjoj Slovačkoj. Upravno pripada Okrugu Veľký Krtíš. Modrý Kameň je najmanji grad u Slovačkoj.

## Zemljopis
Modrý Kameň udaljen je 5 km od glavnog grada okruga Veľkog Krtíša i 50 km od Zvolen. 

## Povijest
Modrý Kameň prvi puta se spominje 1290. kao naselje Keykkw.
Kraljevini Mađarskoj pripadao je do 1918. kada je pripojen novonastaloj državi Čehoslovačkoj. Grad je od 1938. do 1945. nakratko bio ponovo dio Mađarske.

## Stanovništvo
| Godina:     | 1993. | 2003.   | 2013.    | 2023.   |
| ----------- | ----- | ------- | -------- | ------- |
| Broj ljudi: | 1437  | 1414    | 1594     | 1659    |
| Razlika:    |       | -1,60 % | +12,72 % | +4,07 % |

| Godina:     | 2022. | 2023.   |
| ----------- | ----- | ------- |
| Broj ljudi: | 1670  | 1659    |
| Razlika:    |       | -0,65 % |

Po popisu stanovništa iz 2001. grad je imao 1434 stanovnika.

### Etnički sastav
- Slovaci 92,82 %
- Romi 2,79 %
- Mađari 2,02 %
- Česi 0,35 %[6]

### Religija
- rimokatolici 79,22 %
- ateisti 8,44 %
- luterani 7,60 %[6]

## Vanjske poveznice
- Službena stranica grada

### Ostali projekti
|  | Zajednički poslužitelj ima još gradiva o temi Modrý Kameň |